# 赤胴車

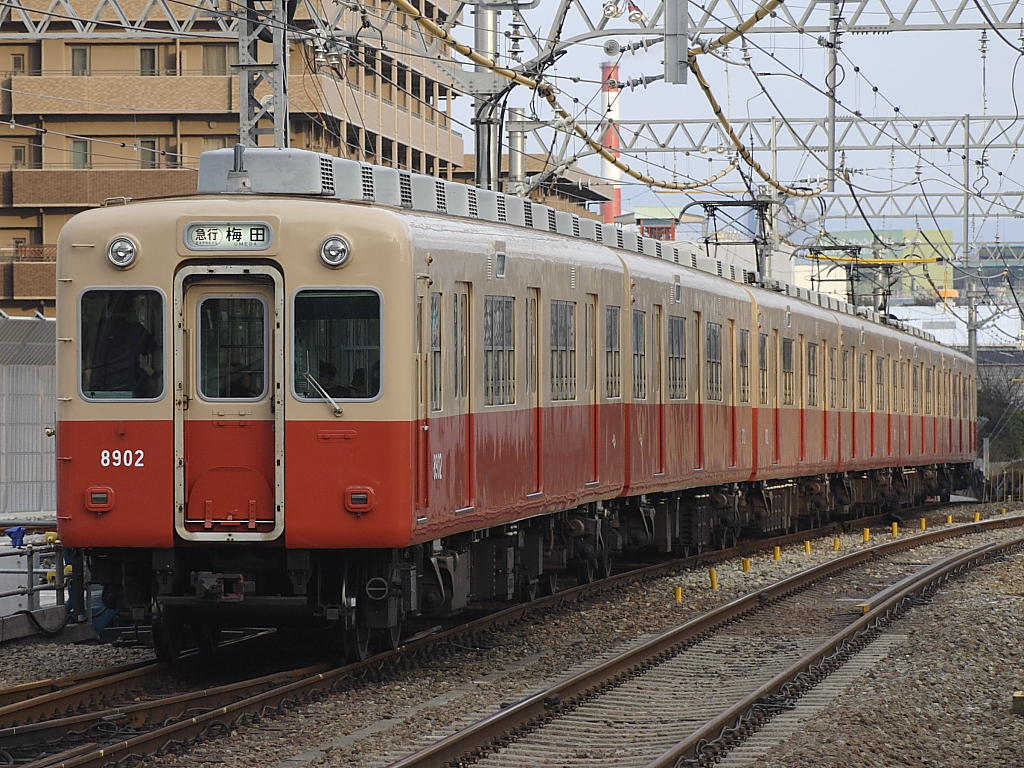
8901形。狭義の「赤胴車」はこの旧塗色を指す。

赤胴車（あかどうしゃ）とは、阪神電気鉄道の鉄道車両のうち、大型車両移行後の特急・急行などの優等列車に用いられる車両に採用された塗装を施している鉄道車両の通称。

## 概要

### 赤胴車塗装の登場
1958年落成の3301形・3501形でクリーム（上半分）とバーミリオン（下半分）のツートンカラーが初めて採用され、この塗装は当時放送中だった人気テレビドラマ「赤胴鈴之助」にちなんで「赤胴車」と呼ばれるようになった。この塗装は1984年から1995年にかけて製造された8000系まで採用された。
阪神・淡路大震災による廃車を補うため1996年に落成した9000系はステンレス車体を採用したこともあり、窓下にオータムレッドと極細のオフィスグレーの組み合わせの帯をフィルムで貼り付けていた。

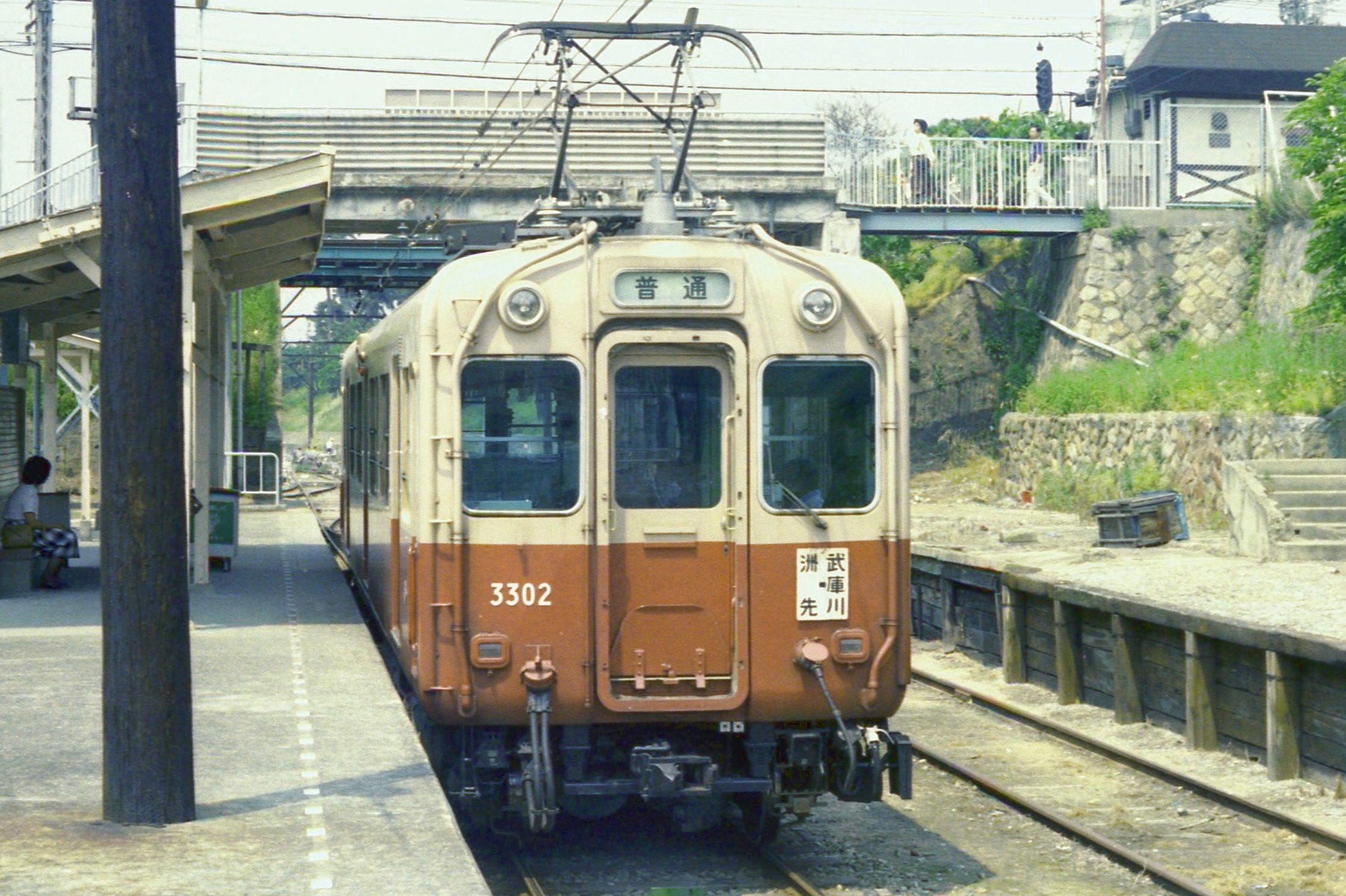
赤胴車塗装初採用車の1つである3301形
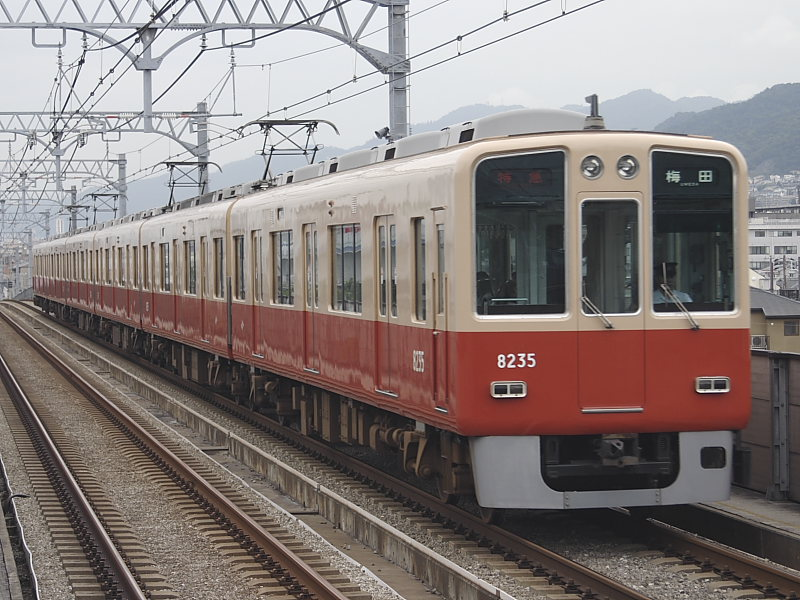
赤胴車の最多両数形式となった8000系
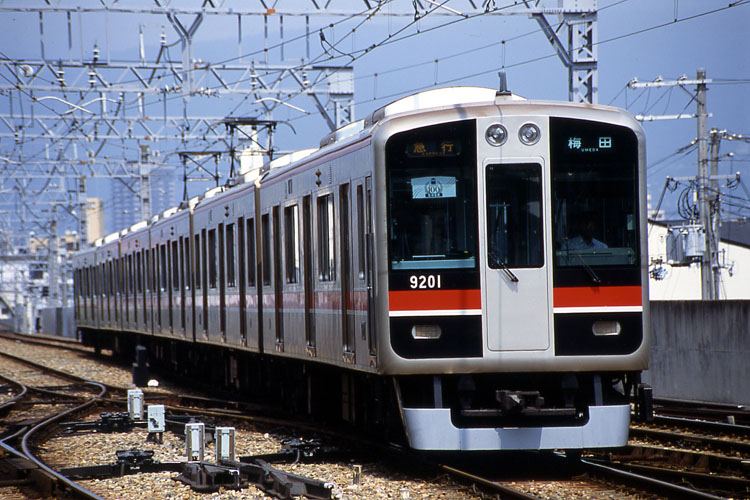
ステンレス車体に赤帯を採用した9000系

### オレンジ系塗装の採用と批判
2001年投入の9300系では、8000系以前の車両と同じツートンカラーながらも配色が変更され、プレストオレンジ（上半分）、シルキーベージュ（下半分）となった。この塗装は、8000系のリニューアル工事が施工された編成にも採用されている。
2017年の阪急阪神ホールディングス株主総会では、株主から車体のオレンジ色が阪神タイガースのライバル球団・読売ジャイアンツを連想させると指摘した上で、「変えるつもりはないのか」との要望が出された。会社側は「これまでにも同じようなご意見はあった」と前置きした上で、塗色は現状維持すると回答していた。

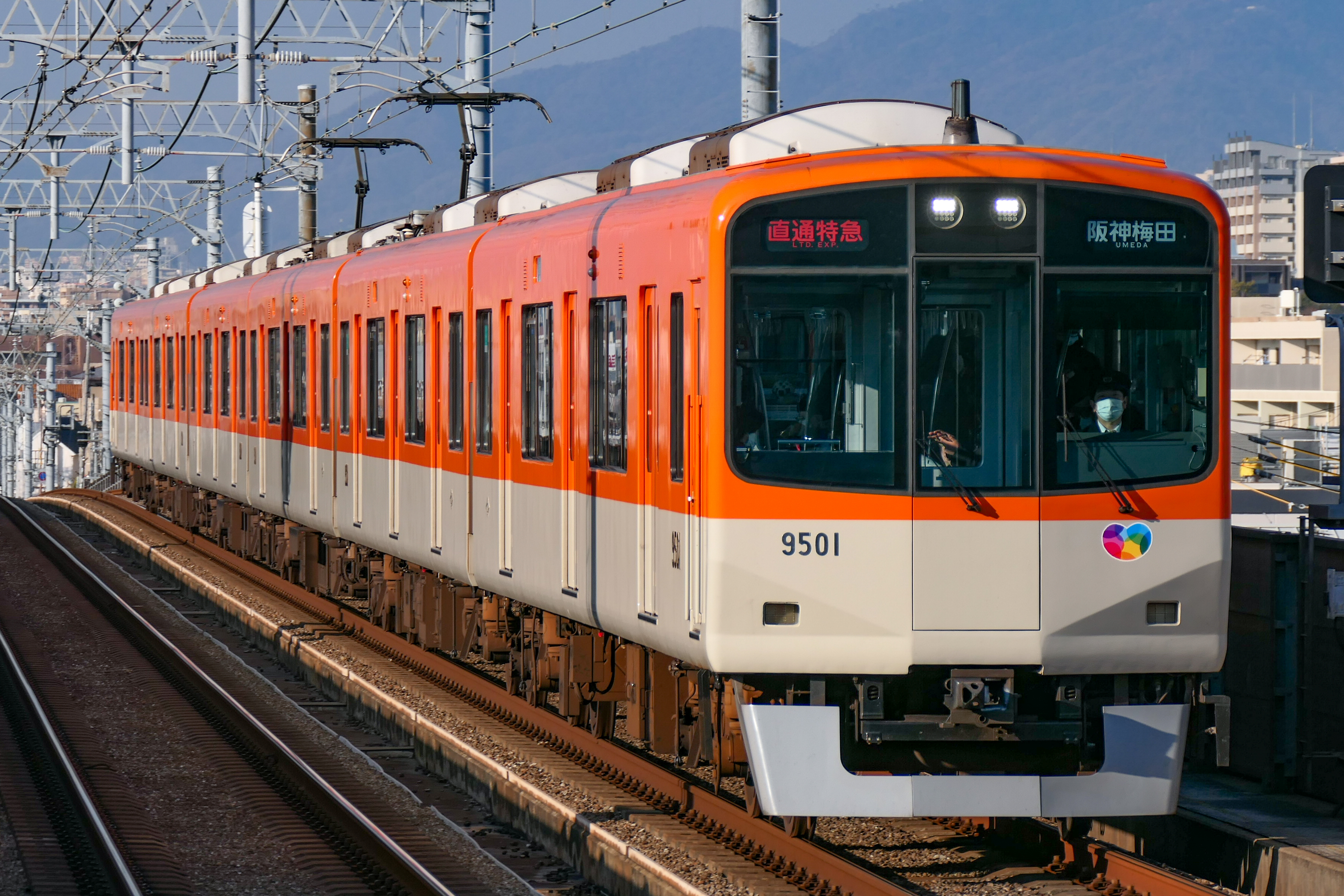
塗色を赤系から橙系に変更した9300系
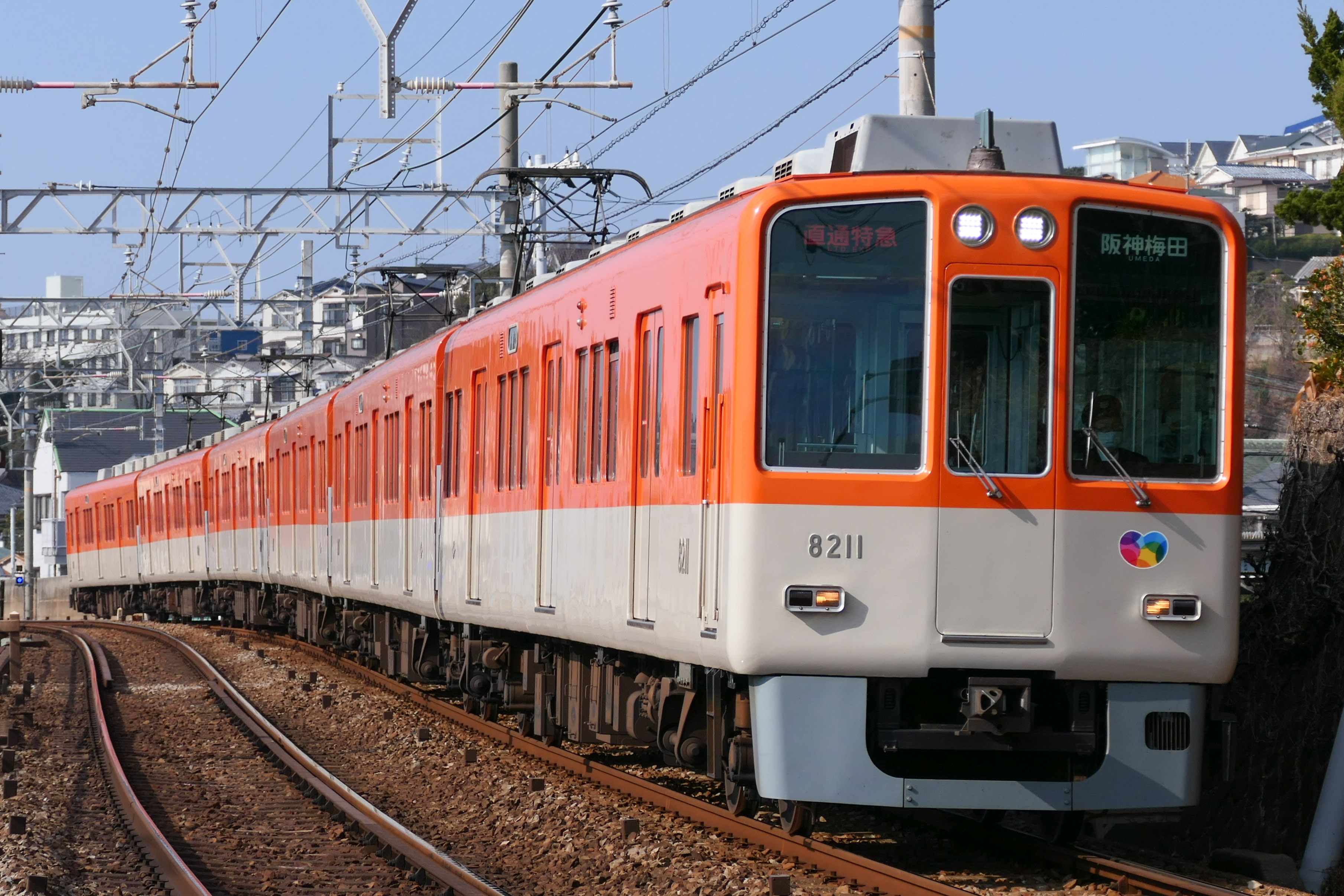
リニューアル工事で9300系に準じた塗装に変更された8000系

### 近鉄直通車での色調変更
2006年落成、2007年10月5日より運行開始された近鉄直通用1000系はヴィヴァーチェオレンジとホワイトストライプに変更され、各客用扉の部分と前面の一部のみがヴィヴァーチェオレンジとなっている。この配色には阪神なんば線から近鉄奈良線・難波線に直通運転可能な車両という意味も含まれている。
9000系も2007年から翌2008年にかけて近鉄直通対応工事を施工した際に同じ塗色に変更している。前面は1000系に準じた位置に変更されたが、側面の帯の位置は変更されていない。

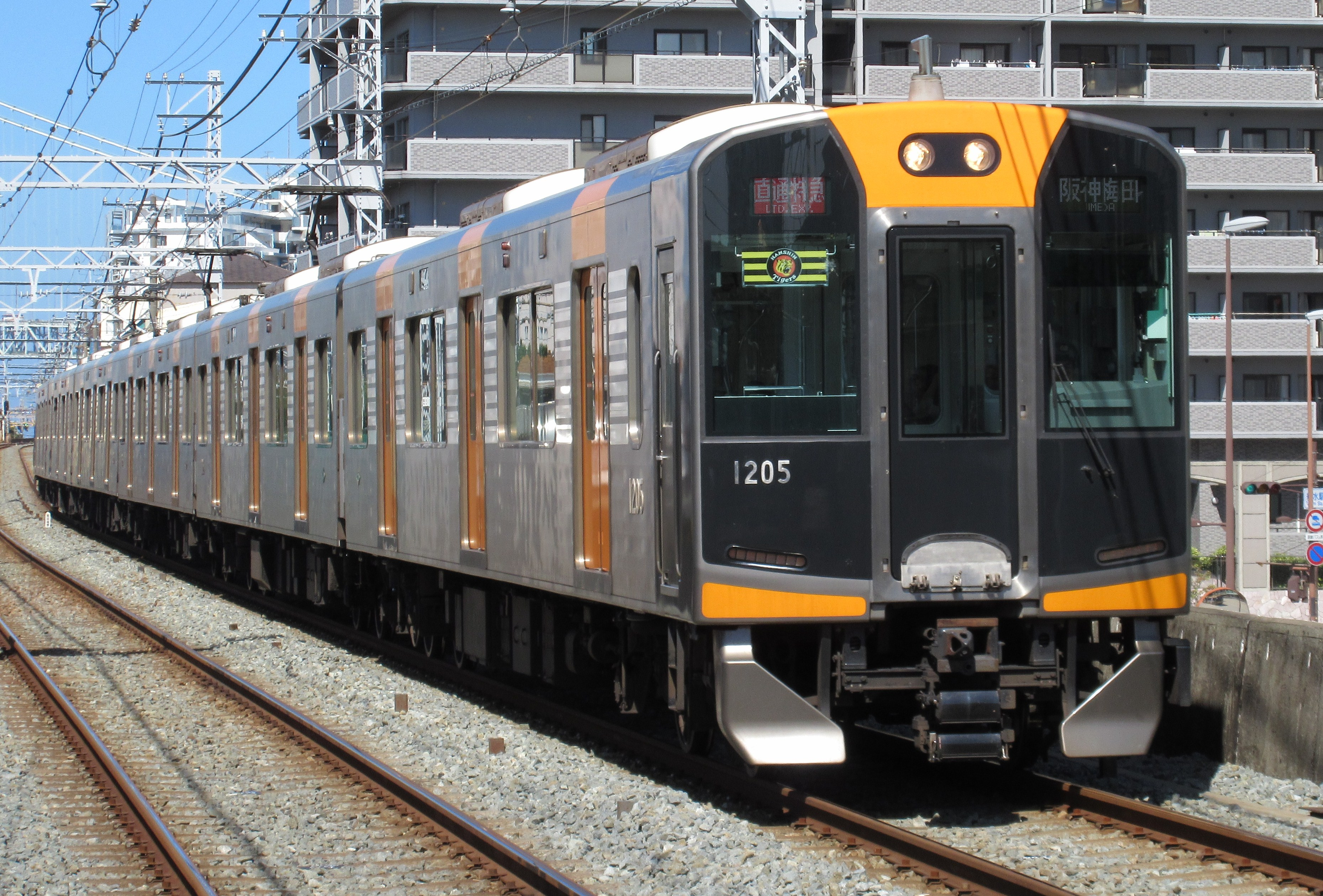
橙部分の色調を変更した1000系
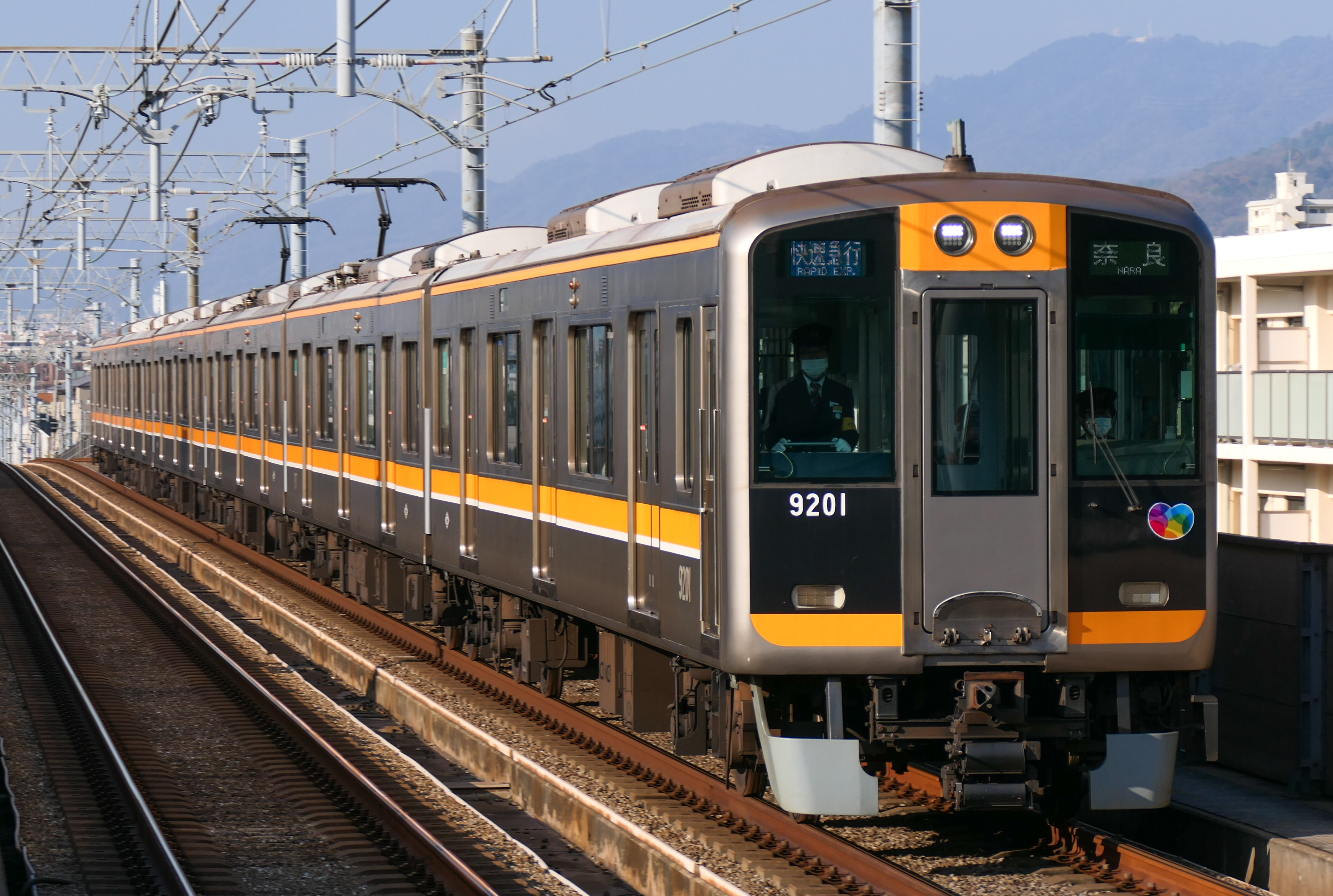
近鉄線直通改造時に帯色が変更された9000系

### 赤胴車塗装の消滅
旧来の赤胴車は廃車や塗装変更が進められ、2009年1月に西大阪線（現在の阪神なんば線）、8000系全編成のリニューアルにより2015年5月に本線と神戸高速線での運行を終了した。その後も武庫川線専用車となった7861・7961形3編成と7890・7990形1編成の4編成8両が赤胴車塗装で残り、入出庫時の回送で本線も走行していた。
これらの武庫川線専用車についても、老朽化とバリアフリー対応の推進のため2020年（令和2年）6月2日をもって5500系改造車に置き換えられた。新型コロナウイルス感染症の感染拡大防止のため置き換え日は公表されず、阪神電気鉄道におけるオリジナルカラーの赤胴車は一旦姿を消した。
武庫川線で最後まで運用されていた赤胴車のうち、7890号は2021年よりUR武庫川団地で静態保存され、コミュニティスペースとして活用されている。

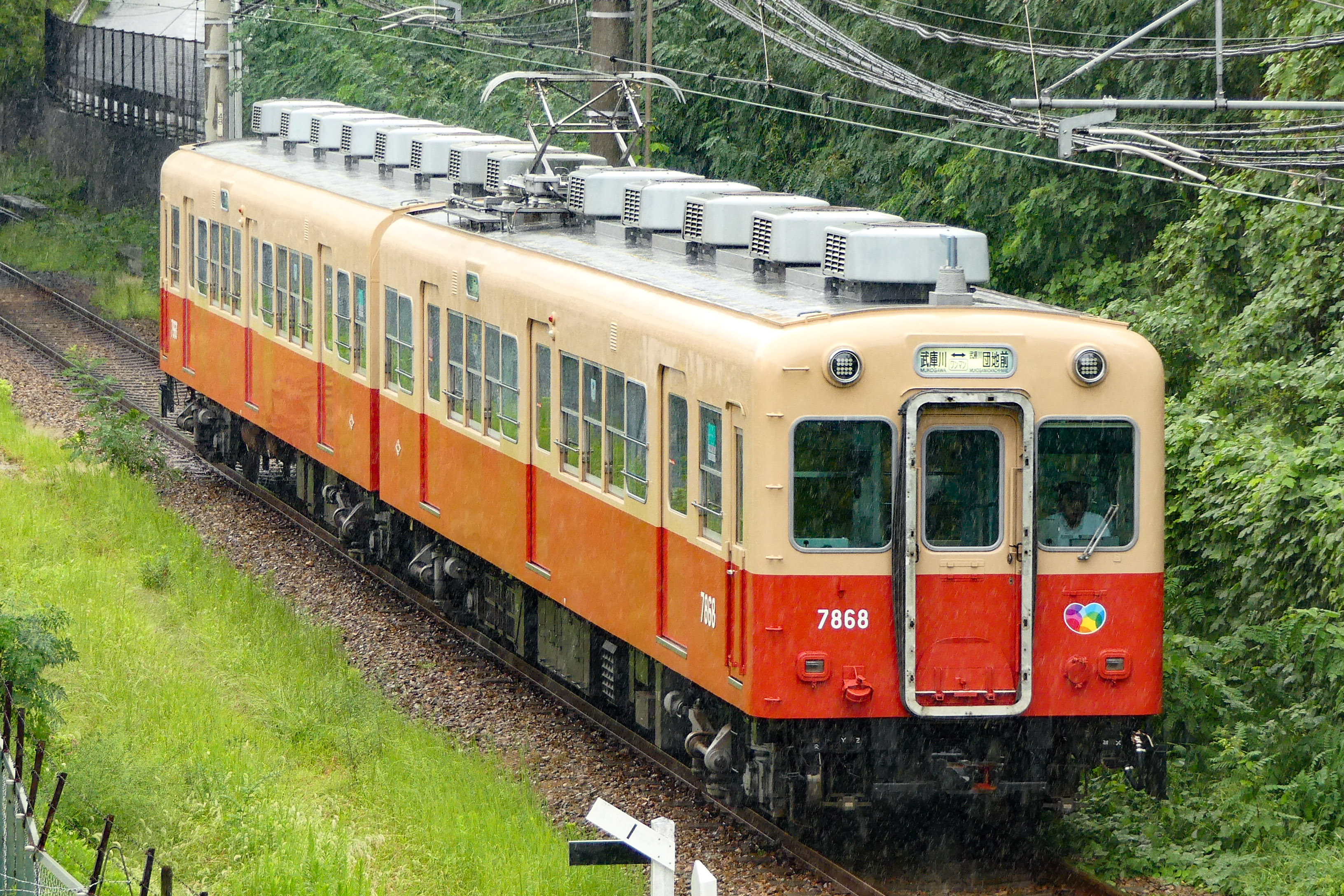
武庫川線の7861・7961形
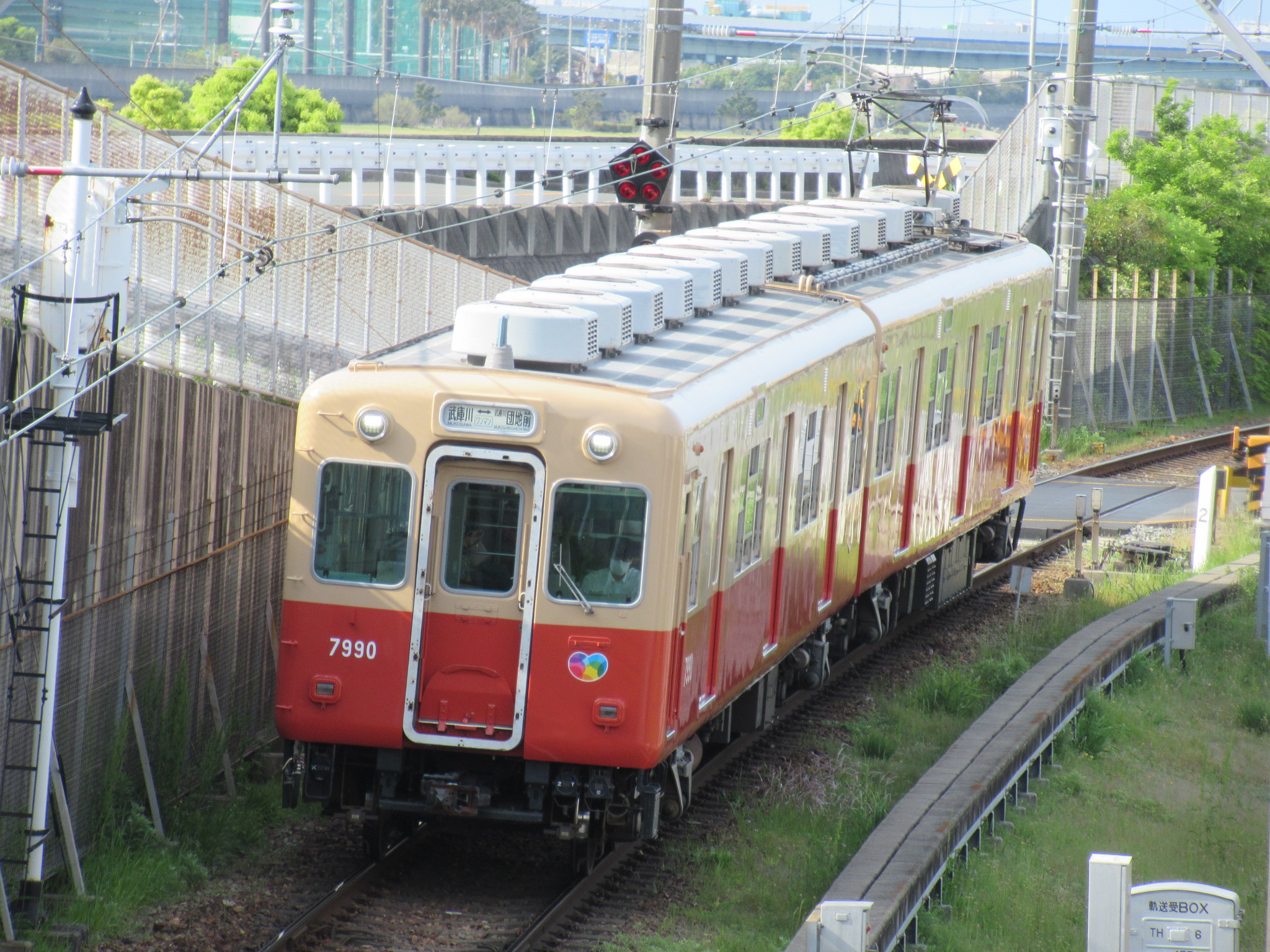
武庫川線の7890・7990形
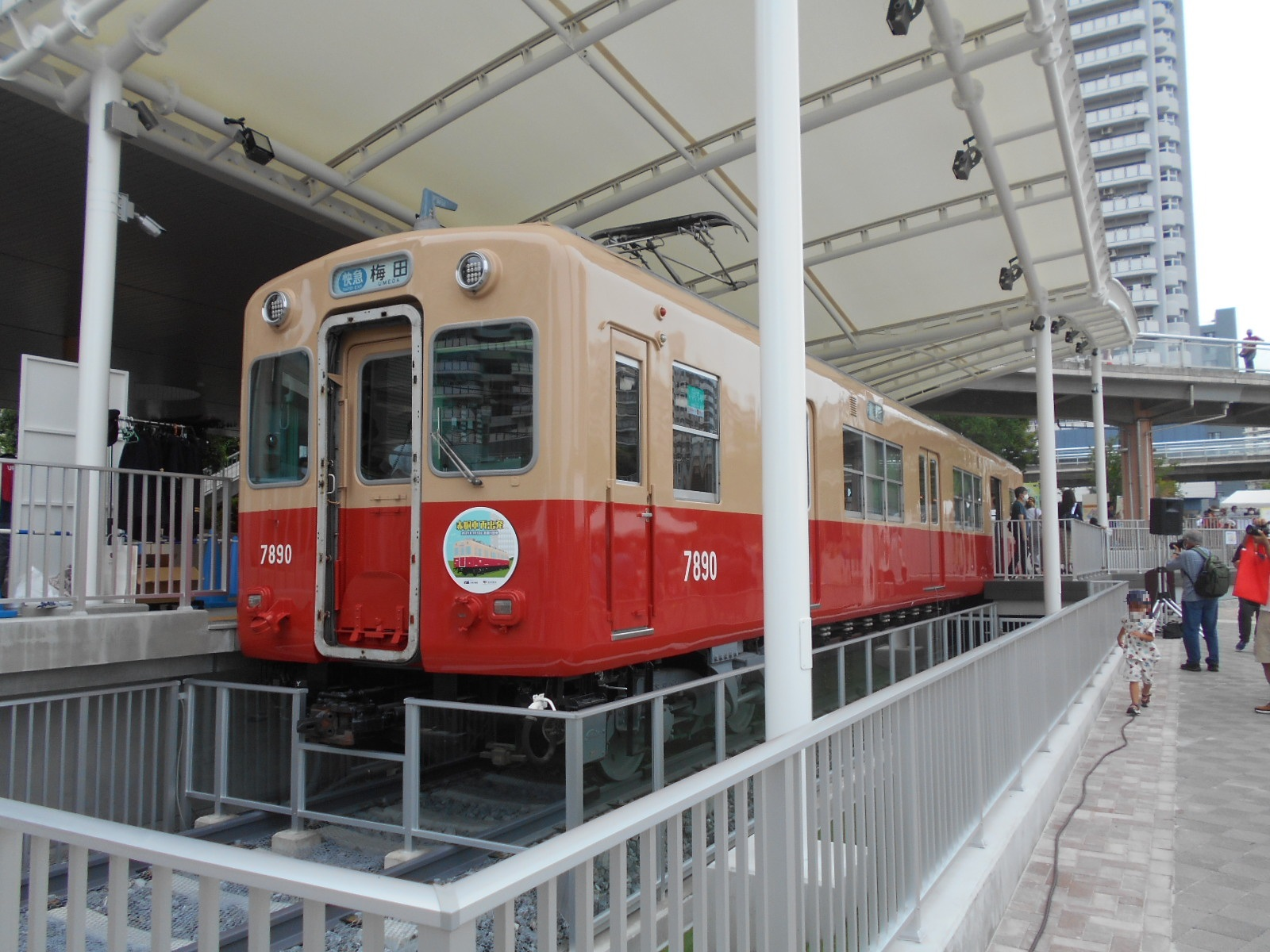
武庫川団地に保存された7890号

### 赤胴車塗装の復活
2025年3月3日、阪神電気鉄道は創業120周年関連施策の1つとして同年5月から8215編成を皮切りに8000系全19編成を、3〜4年掛けて順次赤胴車の塗装に戻す予定であることを公式に発表した。これにより、一度は消滅した赤胴車がごく短期間で復活することとなり、8000系ではオレンジ系の「ジャイアンツカラー」と揶揄された塗装も廃止することとなった。
同年3月10日に新造予定が発表された2代目3000系では外装に「赤胴車」のイメージを継承する「Re Vermilion（リ・バーミリオン）」を採用し、これを機に既存急行用車両の9000系・9300系・1000系についてもこの塗装に統一することとなった。

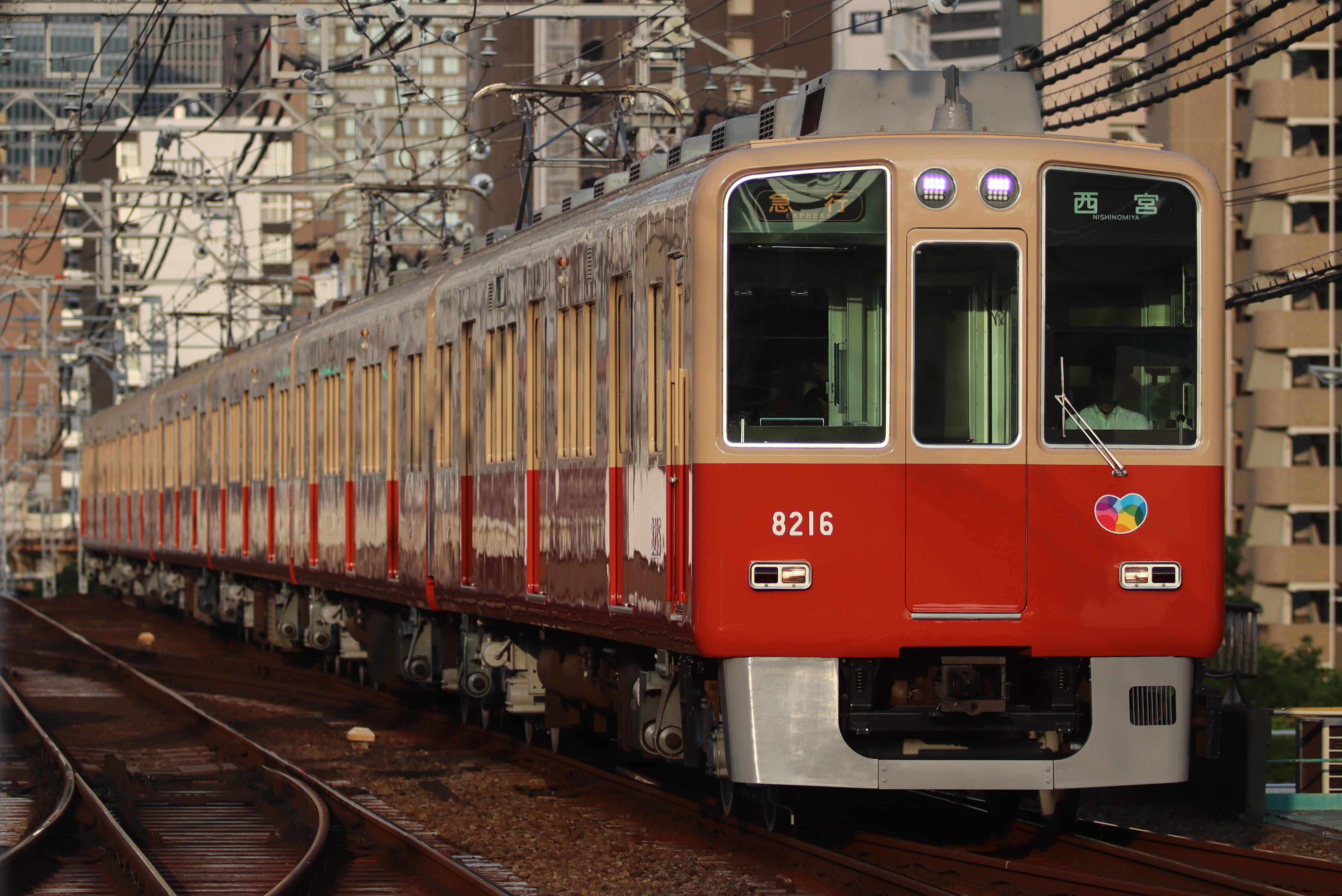
赤胴車塗装が復活した8000系8215編成